# 青柳壘斗
青柳壘斗（日语：／ Aoyagi Ruito，1990年3月29日—），日本男演員。隸屬於Amuse旗下的藝人，出生於日本北海道。畢業於堀越高等學校。興趣是舞蹈、彈吉他及打鼓。他曾在網球王子音樂劇中扮演向日岳人。

## 外部連結
- 官方網站 （页面存档备份，存于）
- 青柳壘斗在互联网电影资料库（IMDb）上的資料（英文）